# Ачинск
А́чинск е град в Русия, Красноярски край, административен център на Ачински район.
Разположен е на 160 км западно от Красноярск, на разклонения на хребета Арга, на десния бряг на река Чулим (приток на Об), при вливането в нея на р. Ачинка и нейното пресичане с Транссибирската магистрала. Климатът е рязко континентален.
Градът е 3-то населено място в края (след краевия център Красноярск и Норилск) по брой на населението със 105 364 жители (1 януари 2016).

## История
Основан е през 1641 г. като Ачински острог на р. Белий Июс. След пожара от 1683 г. е преместен на река Чулим, при вливането в нея на неголямата р. Ачинка. Наименованието е по тюркската родоплеменна группы ачи, ачиги (хакаси-кизили).
От 1782 г. е уезден град Ачинск в Томска област, от 1804 г. е център на окръг: отначало в Томска, а от 1822 г. – в Енисейска губерния.
През 1990 година е включен в официалния списък на градовете в Русия с историческа и културна ценност с общоруско значение.

## Население
| 1856    | 1897    | 1926    | 1931    | 1939    | 1959    | 1962    |
| ------- | ------- | ------- | ------- | ------- | ------- | ------- |
| 2300    | 7000    | 18 000  | 18 800  | 32 000  | 50 323  | 60 000  |
| 1967    | 1970    | 1973    | 1976    | 1979    | 1982    | 1986    |
| 69 000  | 97 000  | 106 000 | 113 000 | 116 551 | 118 000 | 120 000 |
| 1989    | 1992    | 1996    | 1998    | 2000    | 2003    | 2005    |
| 120 982 | 122 000 | 122 000 | 123 000 | 121 600 | 118 700 | 115 500 |
| 2007    | 2009    | 2011    | 2013    | 2014    | 2015    | 2016    |
| 111 600 | 110 336 | 109 200 | 107 583 | 106 502 | 106 029 | 105 364 |

## Климат
Средната годишна температура е -0,5 °C, а средното количество годишни валежи е около 431 mm.
| Климатични данни за Ачинск         | Климатични данни за Ачинск | Климатични данни за Ачинск | Климатични данни за Ачинск | Климатични данни за Ачинск | Климатични данни за Ачинск | Климатични данни за Ачинск | Климатични данни за Ачинск | Климатични данни за Ачинск | Климатични данни за Ачинск | Климатични данни за Ачинск | Климатични данни за Ачинск | Климатични данни за Ачинск | Климатични данни за Ачинск |
| Месеци                             | яну.                       | фев.                       | март                       | апр.                       | май                        | юни                        | юли                        | авг.                       | сеп.                       | окт.                       | ное.                       | дек.                       | Годишно                    |
| Средни максимални температури (°C) | −12,6                      | −10,3                      | −1,6                       | 7,2                        | 15,8                       | 22,8                       | 25,1                       | 21,7                       | 15,1                       | 5,3                        | −4,8                       | −10,9                      |                            |
| Средни температури (°C)            | −17,6                      | −16,2                      | −7,6                       | 1,5                        | 9,4                        | 16,2                       | 18,8                       | 15,9                       | 9,6                        | 1,1                        | −9,1                       | −15,5                      |                            |
| Средни минимални температури (°C)  | −22,6                      | −22                        | −13,5                      | −4,2                       | 3,1                        | 9,7                        | 12,6                       | 10,1                       | 4,1                        | −3                         | −13,4                      | −20,1                      |                            |
| Средни месечни валежи (mm)         | 16                         | 12                         | 13                         | 25                         | 37                         | 57                         | 76                         | 69                         | 38                         | 38                         | 28                         | 22                         |                            |
| ---------------------------------- | -------------------------- | -------------------------- | -------------------------- | -------------------------- | -------------------------- | -------------------------- | -------------------------- | -------------------------- | -------------------------- | -------------------------- | -------------------------- | -------------------------- | -------------------------- |
| Източник: Climate-Data             |                            |                            |                            |                            |                            |                            |                            |                            |                            |                            |                            |                            |                            |

## Икономика
Районът попада в големия Канско-Ачински въглищен басейн в Красноярски край. Най-голямото предприятие в града е Ачинският глиноземен комбинат за добив на глинозем (алуминиев оксид) – суровина за алуминия, който се получава в Красноярския алуминиев завод. Има също циментов, нефтопреработващ и други заводи, комбинати, фабрики и пр.

## Образование и култура
В града функционират 3 филиала на висши училища. Сред културните учреждения и забележителности са: Регионален музей, Музейно-изложбен център, Драматичен театър (б. Дом на общественото събрание), Казански събор (1832), здание на бившата синагога (1907) и др.